# Гевгелийско-валандовска котловина
Гевгелийско-валандовската котловина е котловина в южната част на Северна Македония. Разположена е по течението на река Вардар. Дължината ѝ е около 30 km, а широчината – между 6 и 8 km. Намира се между планината Кожуф на запад и ниските планини Плавуш, Боска и Карбали на изток, Демир Капия и Циганската клисура на юг. Площта на котловината е около 1000 km2. Факировият рид (507 m) разделя котловината на две части – Гевгелийска котловина на юг и Валандовска котловина на север. Гевгелийската котловина при Гумендже в Егейска Македония е позната с името Боймия. В Гевгелийско-валандовската котловина се намира най-ниската точка в Северна Македония (43 m). Дъното на котловината е покрито с дебели флувиални наслаги, отлагани от притоците на река Вардар. Характеризира се с преходносредиземноморски климат, със средна годишна температура на въздуха от 14,2 °C, а количеството на валежите е 694,6 mm. В Гевгелийско-Валандовската котловина са разположени градовете Гевгели, Валандово и Богданци. 